# Holms kyrka, Dalsland
Holms kyrka är en kyrkobyggnad som tillhör Holms församling i Karlstads stift. Den ligger strax norr om centralorten i Melleruds kommun. 

## Historia
Kyrkan låg vid den så kallade kungsvägen, på vilken bland annat Carl von Linné färdades. På medeltiden var den helgad åt det norska helgonet S:t Olof och här gick också en av de medeltida pilgrimslederna upp till vallfartsorten Nidaros (Trondheim) och Olav den heliges grav. Nu för tiden är denna led återupptagen och den leder till Edsleskogs kyrka. Ungefär tre kilometer söder om kyrkan växte Mellerud fram från slutet av 1800-talet.
Omkring en kilometer öster om Holm fanns en medeltida kyrka, som utgjorde en egen socken: Östanå. Möjligen kan Holm och Östanå
ursprungligen ha varit gårdskyrkor. Östanå sammanlades troligen under 1500-talet med Holm. På platsen finns endast grundmuren efter kyrkan och en minnessten uppsatt 1927. 

## Kyrkobyggnaden
Kyrkan är en stenkyrka, som troligen härrör från 1200-talet. Under 1600-talet förlängdes kyrkan mot öster och fick ett tresidigt avslutat kor. Även vapenhuset vid sydvästra sidan tillkom under samma sekel och har en stenplatta med årtalet 1644, dess förmodade byggnadsår. Murarna är spritputsade med slätputsade dörr- och fönsteromfattningar. Putsen går ner till marken utan synlig sockel. Långhusets och sakristians tak är valmade och skiffertäckta. Alla fönster och dörrar är brunmålade. Ingångar finns på västgaveln, till vapenhuset i söder och till sakristian från öster.

## Dekorationsmålningar
Interiören är från 1700-talet med vitputsade väggar och golv bestående av lackade brädor är hållen i provinsiell barock med det plana trätaket bemålat av Hans Georg Schüffner. Motiven är plafonder: vid koret solen med Jahvetecknet inramat med änglahuvuden, i mitten av kyrkan Kristi förklaring och ovanför läktaren Yttersta domen. Kring plafonderna och i kanten av taket finns bladslingor. De gråvita ytorna mellan plafonderna var ursprungligen målade med akantusslingor. Taket täcktes över med pärlspont 1888, men togs åter fram och konserverades 1945. Schüffner målade även predikstolen.

## Restaureringar
Två restaureringar genomfördes under ledning av Axel Forssén nämligen 1927 och 1944-1945. Vid det första tillfället avlägsnades den vita färg som altaruppsatsen och predikstolen hade övermålats med 1887 och vid det andra tillfället tog man bort innertakets pärlspånt och konserverade de därmed frilagda takmålningarna från 1742. Även den ursprungliga bemålningen av altaruppsatsen och predikstolen togs då fram. Bänkarna från 1887 byggdes om och kyrkorummets väggar putsades. År 1992 företogs en in- och utvändig restaurering. 

## Klockstapel
En klockstapel som enligt uppgift ska ha tillkommit på 1770-talet, står strax sydost om den tornlösa kyrkan. Den har en sockel av granit och fasad av faluröd lockpanel. Det brutna taket är skifferklätt och dörren liksom luckorna är svartmålade.

## Inventarier

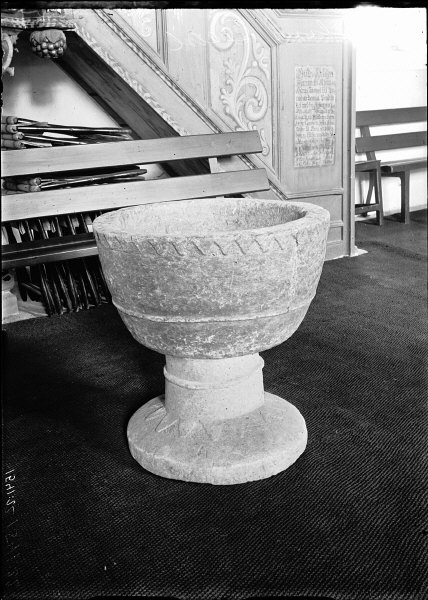
Dopfunten.

- Kyrkklockan framme vid koret anses vara från 1200-talet och användes fram till 1627.
- En madonnabild av trä är från 1400-talet.
- Altaruppsatsen av en okänd mästare skänktes till kyrkan 1727 av Gustav Mentzer.
- Altarringen tillkom vid en renovering 1888. Den är femsidig och genombruten med fyrpassornamentik.
- Predikstolen tillverkades 1742 av bildhuggaren Isac Schullström och målade av Schüffner.
- Nattvardskärl och paten är från 1600-talet.

### Dopfuntar
Kyrkan har två dopfuntar. 
- Av den ena har endast foten i rödaktig sandsten bevarats. Den är 25 cm hög och har en enkel ornamentik med grova hörnblad.
- En komplett dopfunt av täljsten från 1200-talet är placerad i norra delen av koret. Den är 71 cm hög. Cuppan är utförd i en grövre, mörk täljsten och längs övre kanten dekorerad med en spetsflikbård. Något nedom mitten finns en odekorerad rundstav. Foten har en enkel spetsflikbård som dekoration på basplattan och skaftet har en enkel rundstav. Cuppan har uttömningshål åt ena sidan, vilket saknas i foten, som i stället har uttömningshålet i mitten. Delarna har således knappast hört ihop från början. Skicket är relativt gott.[2]

### Orglar
- 1855 byggde Johan Nikolaus Söderling, Göteborg en orgel med 3 stämmor. 1938 flyttades orgeln till Melleruds församlingshem.
- 1875 renoverade E. A. Setterquist & Son, Örebro, orgeln till 4 stämmor.
- Orgeln på läktaren i väster byggdes 1938 av Olof Hammarberg. Den ersatte ett äldre instrument från 1855 byggt av Johan Nikolaus Söderling, som har flyttats till församlingshemmet.[3] Det pneumatiska verket har byggts om vid två tillfällen 1959 och 1969 av Lindegren Orgelbyggeri AB. Orgeln har sjutton stämmor fördelade på två manualer och pedal.[4] Orgeln har två fria kombinationer och registersvällare.

| Huvudverk I  | Svällverk II  | Pedal        | Koppel   |
| Principal 8´ | Rörflöjt 8´   | Subbas 16´   | I/P      |
| Gedackt 8´   | Gemshorn 4´   | Borduna 8´   | II/P     |
| Oktava 4'    | Kvinta 2 2/3' | Mixtur 3 kor | II/I     |
| Fugara 4'    | Blockflöjt 2' | Fagott 16'   | II 16'/I |
| Oktava 2'    | Sifflöjt 1'   |              | II 4'/I  |
| Mixtur 4 kor | Tertian 2 kor |              | II 4'/P  |
|              | Trumpet 8'    |              |          |
|              | Tremulant     |              |          |

#### Kororgel
- En kororgel tillverkad 1966 av Grönlunds orgelbyggeri anskaffades från Arnäs kyrka 1992 och sattes upp av Lindegren Orgelbyggeri AB. Den har en ljudande fasad och sex stämmor fördelade på manual och pedal.[5]